# 햐쿠타케 혜성
햐쿠타케 혜성(일본어: 百武彗星, 공식 명칭 C/1996 B2)은 1996년 1월 31일에 발견된 혜성으로, 그 해 3월에 지구와 매우 가까이 근접했다. 햐쿠타케 혜성은 1996년의 대혜성이라고도 불렸는데, 이는 최근 200년 동안 햐쿠타케 혜성보다 지구에 가깝게 접근한 혜성이 없었기 때문이었다. 혜성은 지구 전역에서 매우 밝게 관측할 수 있었다. 햐쿠타케 혜성은 비슷한 시기에 내태양계로 들어오던 헤일-밥 혜성과 잠시 혼동되기도 하였다.
햐쿠타케 혜성을 관측한 결과 몇 가지 과학적 정보를 얻을 수 있었다. 이 중 혜성학자들이 가장 놀라워했던 것은 혜성에서 최초로 X선이 방출되는 현상을 관측한 것으로, 이 현상은 혜성 코마의 중성 원자들이 태양풍 하전 입자와 충돌하여 발생한다고 여겨진다. 율리시스 탐사선은 우연히 혜성에서 5억 킬로미터 떨어진 곳에서 혜성의 꼬리를 통과했고, 이를 통해 햐쿠타케 혜성이 현재까지의 혜성 중 꼬리가 가장 긴 혜성임이 확인되었다.
햐쿠타케 혜성은 장주기 혜성으로, 태양계 내부에 들어오기 전까지는 공전 주기가 대략 17,000년이었지만 목성형 행성들의 섭동으로 인해 궤도 주기가 7만 년 가량으로 늘어났다.

## 발견
햐쿠타케 혜성은 일본 남부에 거주하는 아마추어 천문학자 햐쿠타케 유지가 1996년 1월 31일에 발견하였다. 햐쿠타케 유지는 도시 불빛을 피해 가고시마현에서 혜성을 찾던 중이었으며, 장비로는 대물렌즈 150 mm의 쌍안경을 이용하였다. 발견일 아침, 햐쿠타케는 일본 국립천문대에 혜성의 발견을 보고하였다.
이 혜성은 정확히는 "햐쿠타케 2 혜성"인데, 이는 햐쿠타케 유지가 이 혜성을 발견하게 된 계기와 관련이 있다. 발견일로부터 몇 주 전, 햐쿠타케는 햐쿠타케 1 혜성(C/1995 Y1)을 발견하였고, 2번째 햐쿠타케 혜성은 햐쿠타케 유지가 자신이 발견한 첫 번째 혜성 주변을 관찰하다가 거의 비슷한 지점에서 발견한 것이다.
햐쿠타케 혜성 발견 직후 혜성의 겉보기등급은 11.0이었고, 코마는 2.5 각분만큼 퍼져 있었으며, 태양으로부터 2 AU만큼 떨어져 있었다. 또한 혜성 발견 전인 1월 1일에 찍힌 사진에 혜성이 찍혀 있었었다는 것이 나중에 발견되었으며, 이 사진에서 혜성과의 거리는 2.4 AU였고 겉보기등급은 13.3이었었다.

## 궤도

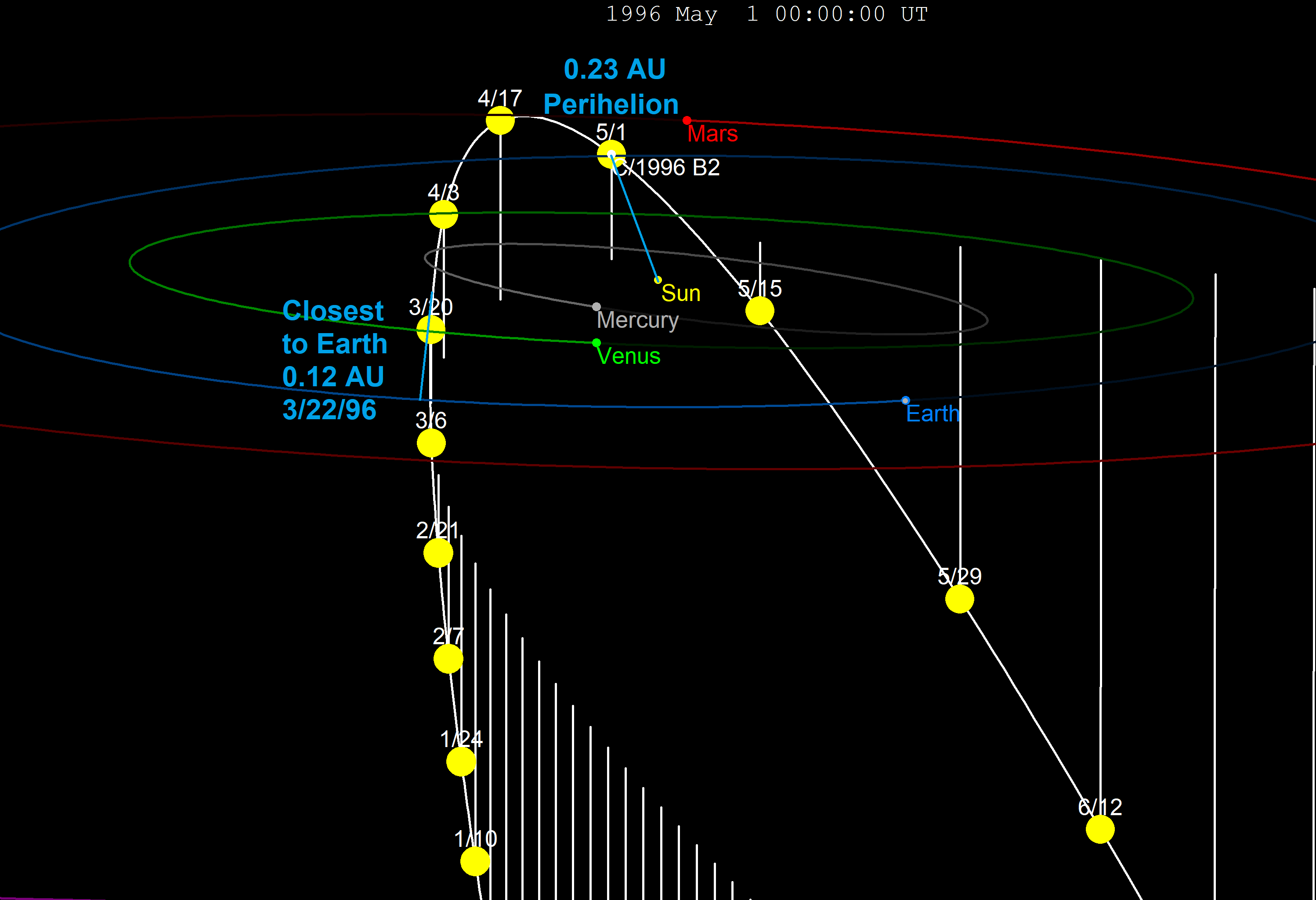
햐쿠타케 혜성의 내태양계 통과 모습을 계산한 그림으로, 1996년 3월에 지구 근처를 지나갔고, 같은 해 5월 1일에 근일점을 지났다.

햐쿠타케 혜성의 궤도가 계산되자, 과학자들은 이 혜성이 3월 25일에 지구로부터 0.1 AU 떨어진 지점을 지나갈 것임을 바로 알아내었는데, 이 혜성만큼 근접한 혜성은 지난 세기 동안 4개밖에 없었다. 당시에는 헤일-밥 혜성이 대혜성이 될 것이라고 예상되고 있었지만, 햐쿠타케 혜성이 발견된 후 천문학회 및 각종 천문 커뮤니티들은 햐쿠타케 혜성 또한 대혜성이 될 수 있을 것이라고 여겼다.
또한, 햐쿠타케 혜성의 궤도를 역추적한 결과 이 혜성이 17,000년 전에 내태양계로 들어왔었다는 사실을 발견했는데, 이는 이 혜성이 태양 주변을 지나간 횟수가 상당하며, 1996년의 혜성은 오르트 구름에서 바로 온 것이 아님을 시사했다.
햐쿠타케 혜성은 지구에 가깝게 접근할 때 밝기가 최대가 되고, 천구의 북극, 북극성 근처를 지나가기 때문에 북반구에서는 밤 내내 육안으로 관측 가능했다. 이는 상당히 특이한 경우인데, 보통 혜성들은 태양에 가장 가까울 때 밝기가 가장 밝아지기 때문에 태양이 뜨고 지기 전 잠깐 동안만 관측되는 경우가 많기 때문이다.

## 지구 접근

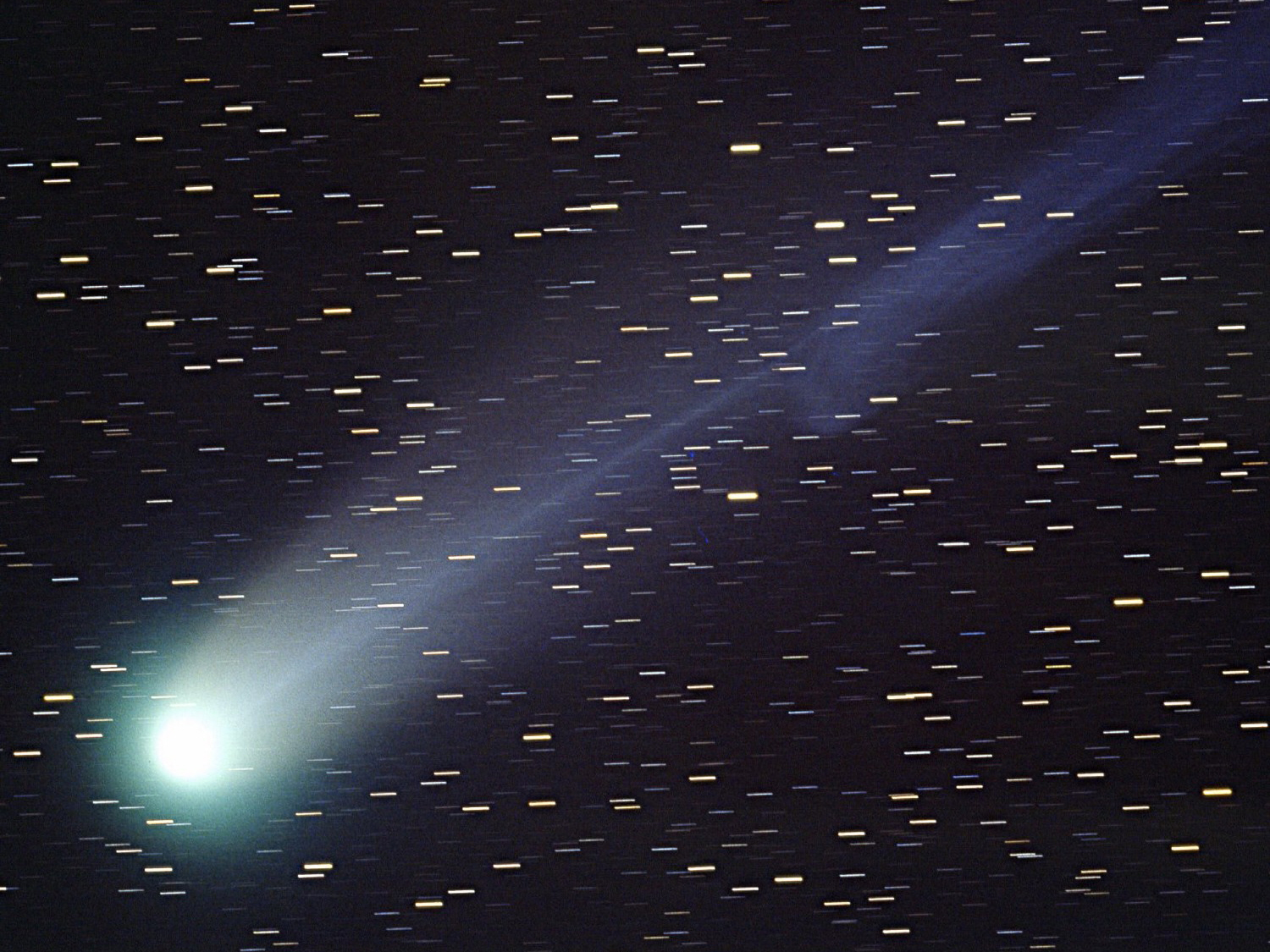
1996년 3월 25일, 혜성이 지구에 최근접한 날 저녁에 촬영한 혜성으로, 꼬리가 갈라진 모습이 미세하게 보인다.

1996년 3월 초 햐쿠타케 혜성이 드디어 맨눈으로 보이기 시작했지만, 3월 중순까지도 겉보기등급 4등급, 꼬리 길이 5°로 어둡고 흐려 잘 보이지 않았다. 하지만 그 후 혜성이 급격하게 밝아져, 3월 24일이 되자 밤하늘에서 혜성보다 밝은 천체가 없었고, 혜성 꼬리는 35°까지 늘어났다. 혜성의 색깔은 뚜렷한 파랑 및 초록색이었다.
혜성의 최근접 날짜는 3월 25일이었다. 햐쿠타케 혜성은 30분당 0.5°(보름달 크기)의 속도로 매우 빠르게 움직였는데, 몇 분만 있어도 움직임이 눈으로 보일 정도였다. 혜성을 관측했던 사람들에 따르면, 혜성의 밝기는 0등급이었으며, 꼬리는 80°까지 늘어났었다. 혜성이 중위도 지방에서 천정을 지날 무렵, 혜성의 코마는 약 2°, 보름달 크기의 4배까지 늘어났다. 맨눈으로 혜성을 관측하여도 혜성의 앞부분이 녹색임을 확실하게 볼 수 있었는데, 이는 혜성이 2가 탄소(C2)를 강하게 방출했기 때문이다.

### 지역별 관측
다음 해 접근했던 헤일-밥 혜성이 한참 동안 보였던 것과 대조적으로, 햐쿠타케 혜성은 며칠 동안만 밝았기 때문에 대중들의 큰 관심을 불어일으키지는 못하였다. 혜성은 천구의 남쪽으로부터 올라와 북극성을 지나는 궤도로 지나갔기 때문에, 남반구에서는 혜성이 접근할 때 옅게 관측되다가 정작 최근접 시기에는 보이지 않았고, 5월 중순부터 다시 관측 가능했다.
최근접 전날인 3월 24일까지만 해도 유럽 지역의 날씨는 좋은 편이었지만, 최근접날인 다음 날에 유럽 대륙 및 영국에서는 구름이 하늘 전체를 뒤덮어 북쪽 오크니 제도에서만 혜성이 간신히 보일 정도였다. 이후 혜성이 멀어지자, 날씨가 다시 좋아졌다.
심지어 우주 공간에서도 혜성을 관측할 수 있었다. STS-76에 참가한 애틀랜티스 우주왕복선의 승무원들은 임무 5일차 아침, 혜성이 지구에 최근접할 때쯤 혜성을 보았으며, 매우 환상적인 장관이었다고 밝혔다. 다만, 혜성의 모습을 텔레비전 카메라에는 담을 수 없었다.
대한민국에서는 이론적으로 24일부터 28일까지 육안 관측이 가능했으며, 혜성이 북극성에 접근하면서 고도가 높아지는 26일 저녁 9시부터 27일 새벽까지가 관측에 최적격인 시간대였다. 이에 따라 서울 어린이회관, 엑스포과학공원 등에서는 관측 행사가 열렸고 경희대학교 수원캠퍼스에서는 학내 망원경을 개방하기도 했었다. 하지만 당일 전국적으로 구름이 껴 관측 행사 대부분이 무산되었다.

## 근일점 통과 및 이후
햐쿠타케 혜성이 지구에 근접한 이후 혜성의 밝기는 2등급으로 내려갔다. 햐쿠타케 혜성은 5월 1일 태양으로부터 수성보다 가까운 0.23 AU 지점에 있는 근일점을 지났으며, 혜성 꼬리도 다시 한 번 밝게 빛났다. 하지만 이 때는 헤성과 태양이 매우 가까워 쉽게 보이지 않았다. SOHO 태양 관측위성은 햐쿠타케 혜성이 근일점을 지날 때 혜성을 관측하였다.
햐쿠타케 혜성은 근일점 통과 후 급격히 어두워졌으며, 5월 말에는 더 이상 맨눈으로 보이지 않았다. 혜성은 남쪽 하늘로 옮겨갔지만 근일점 통과 후에는 혜성을 관측하는 횟수가 급격히 줄어들었다. 마지막 혜성 관측은 11월 2일이었다.
햐쿠타케 혜성의 공전 주기는 약 12,000년이었었으나, 1996년에 태양계로 들어올 때 목성형 행성들이 중력 섭동을 일으켜 혜성의 궤도가 찢어지다시피 늘어나버렸기 때문에, 혜성이 다음에 내태양계로 들어오는 것은 7만 년 후이다.

## 과학적 성과

### 꼬리를 통과한 우주선
율리시스 탐사선은 5월 1일 의도치 않게 햐쿠타케 혜성의 꼬리를 통과하였는데, 이 사실은 1998년까지 밝혀지지 않았었다. 1998년 천문학자들이 율리시스가 보내온 데이터에서 대량의 양성자가 검출되고, 강한 자기장이 검출된 시간대가 있다는 것을 발견하였는데, 이는 탐사선이 매우 활동적인 천체 주변을 지나갔다는 것을 시사했고, 해당 천체는 "아마도" 햐쿠타케 혜성일 것이라고 여겨졌지만, 확실한 증거는 없었다.
2000년, 두 팀이 같은 사건을 각자 조사하였다. 자기장을 연구하던 팀은 위에 언급한 자기장 데이터가 혜성으로부터 방출되는 이온 및 플라스마 꼬리로부터 유래했다고 한다면 설명된다는 사실을 알아내었고, 탐사선 주변에 있던 혜성을 찾기 시작했지만 3.3 AU 밖에 있던 햐쿠타케 혜성 이외에는 아무것도 찾을 수 없었다. 계산 결과에 따르면 햐쿠타케 혜성은 4월 23일에 율리시스 탐사선과 만났었다. 현재, 율리시스의 감지기에 기록된 입자들은 햐쿠타케 혜성으로부터 나온 것이라고 확실시되고 있다. 한편 탐사선의 이온 분석기를 연구하던 팀은 특정 시간대에 이온 입자 수가 폭증하는 것을 발견하였으며, 구성 성분을 조사한 결과 확실히 혜성에서 나온 입자들이라는 것이 밝혀졌다.
율리시스 탐사선의 기록에 따라, 햐쿠타케 혜성의 꼬리는 약 3억 6천만 킬로미터, 3.8 AU 길이이며, 꼬리 길이가 2.2 AU였던 1843년의 대혜성을 제치고 현재까지 가장 긴 꼬리를 가진 혜성으로 남아 있다.

### 화학적 구성

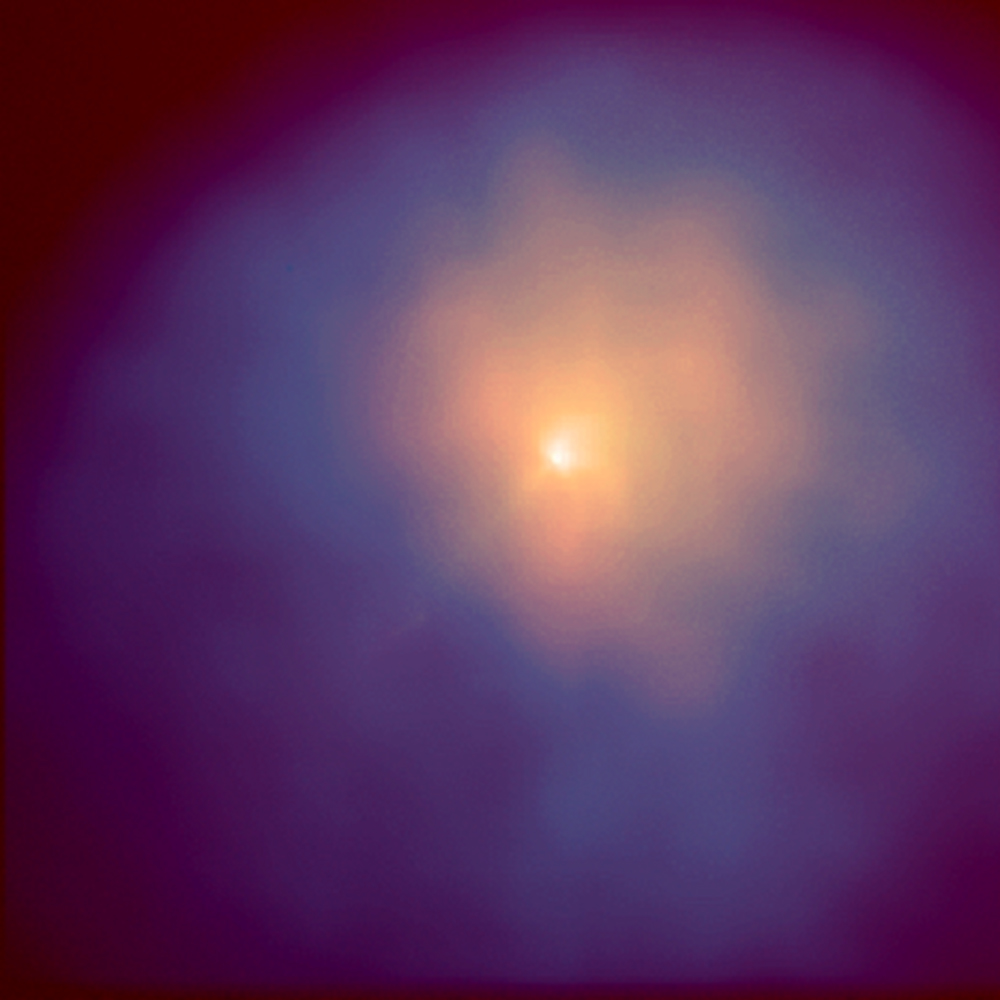
허블 우주 망원경이 적외선으로 촬영한 햐쿠타케 혜성의 핵.

천문학자들은 햐쿠타케 혜성에서 에테인 및 메테인을 발견하였으며, 이 두 물질은 혜성에서 처음 발견된 물질들이었다. 화학적인 분석을 통해, 에테인과 메테인의 존재 비율은 거의 같음이 밝혀졌고, 따라서 태양으로부터 멀리 떨어진 곳에서는 얼음에서 에테인과 메테인이 승화함을 추측할 수 있다. 햐쿠타케 혜성을 이루고 있는 얼음들은 약 20 K 이하의 온도에서 생성되었으며, 평균보다 밀도가 좀 더 높은 성간 구름에서 형성되었다고 여겨진다.
분광기를 이용한 분석을 통해 얼음 속의 중수소의 비율이 밝혀졌는데, 중수소 대 경수소의 비율(D/H 비율)은 3×10−4였으며, 참고로 지구의 값은 1.5×10−4이다. 이 수치는 다른 혜성, 헤일-밥 혜성이나 핼리 혜성들과 비슷하며, 지구에 물이 어떻게 생겨났는지를 설명하는 이론에서는 혜성을 주요 공급원으로 보지만, 중수소 대 경수소 비율이 차이가 너무 크기 때문에 이론에 문제를 초래한다.

### X선 방출

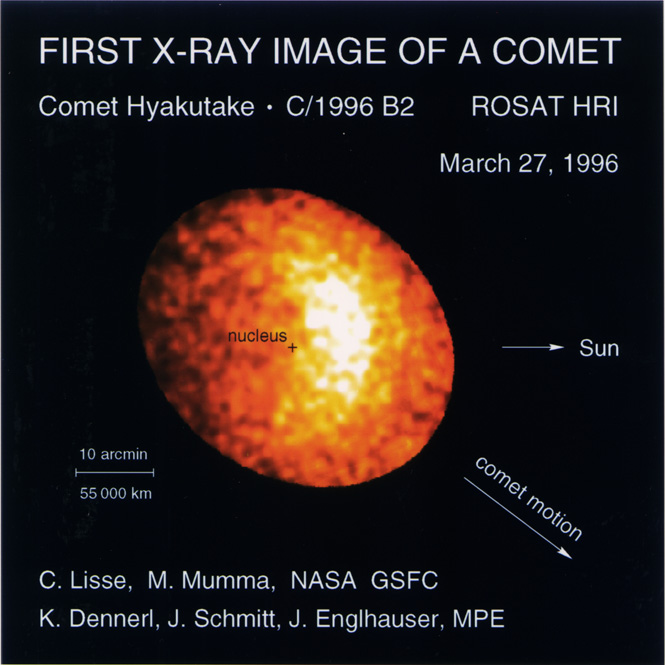
ROSAT 인공위성이 촬영한 햐쿠타케 혜성에서의 X선 방출.

햐쿠타케 혜성이 과학계에 선사한 선물 중 하나는 혜성에서 최초로 X선을 감지했다는 것이다. ROSAT 탐사선을 통한 측정 결과 햐쿠타케 혜성은 매우 강하게 X선을 방출하고 있었다. 혜성에서 X선 방출을 관측한 것은 햐쿠타케 혜성이 처음이었지만, 얼마 가지 않아 천문학자들은 거의 모든 혜성이 X선을 방출한다는 것을 밝혀내었다. 햐쿠타케 혜성의 X선 방출 모습에서, 밝기가 가장 밝은 부분은 초승달 모양을 이루고 있었으며, 초승달 모양에서 볼록한 부분이 태양 방향을 향하고 있었다.
X선이 방출되는 원리는 두 가지 원리가 합쳐졌다고 추측되며, 태양풍의 하전 입자와 혜성에서 방출되는 입자 간의 상호작용이 중요한 작용을 보인다. 천체가 X선을 반사하는 것은 달 등 매우 흔하게 찾아볼 수 있지만, 햐쿠타케 혜성에서 방출되는 먼지 수를 최대치로 잡아도 먼지들이 매우 옅고 퍼져 있기 때문에 방출되는 X선의 양을 설명할 수 없다. 추후 2000년에 찬드라 X선 망원경을 통한 혜성 C/1999 S4 관측에서, 혜성에서의 X선 방출의 원인은 태양풍에 포함된 탄소, 산소, 질소 이온과 혜성의 중성 물, 산소 및 수소가 서로 충돌하여 발생한다는 것이 밝혀졌다.

### 핵 크기 및 활동성

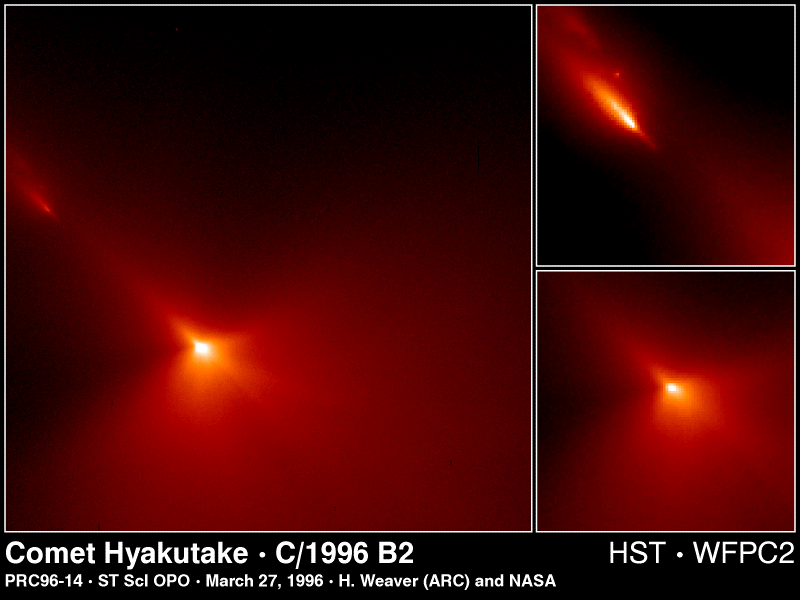
허블 우주 망원경으로 촬영한 햐쿠타케 혜성의 핵 주변. 조각들이 분해되는 모습을 볼 수 있다.

아레시보 천문대에서의 레이다 관측 결과에 따르면, 햐쿠타케 혜성 핵의 지름은 4.8 km이며, 초속 몇 미터 정도의 속도로 방출되는 먼지만한 입자들로 "덮여" 있다. 적외선 및 다른 전파 관측에서도 같은 결과가 나왔다.
핼리 혜성(15 km)이나 헤일-밥 혜성(60 km)과 다르게, 햐쿠타케 혜성의 핵은 매우 작기 때문에, 이론적으로는 실제로 보였던 것보다 매우 어두웠어야 한다. 이에 대한 설명으로, 대부분의 혜성들은 표면 중 일부만 활성화되어 있지만, 햐쿠타케 혜성은 거의 모든 표면이 활성화되어 먼지가 대량으로 방출되었다는 점을 들 수 있다. 햐쿠타케 혜성에서의 먼지 방출량은 3월에 2×103 kg/s에서 5월에 3×104 kg/s로 증가했으며, 방출 속도는 50 m/s에서 500 m/s로 10배 증가하였다.
혜성에서 방출된 물질들을 조사함으로서, 햐쿠타케 혜성의 자전 주기를 알아낼 수 있었다. 혜성이 지구를 지나갈 무렵, 대형 입자 무리가 태양 방향으로 매 6.23시간마다 방출되었으며, 작은 분출 몇 개를 더 조사한 결과 이 숫자가 햐쿠타케 혜성의 자전 주기임이 확인되었다.

## 사진

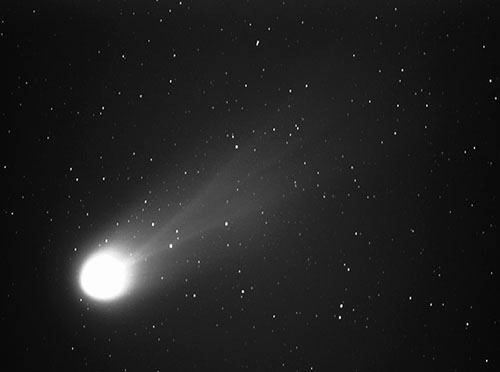
3월 24일에 촬영한 혜성.
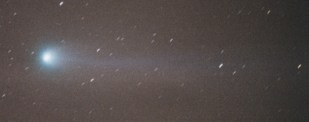
촬영일 미상인 혜성 사진.
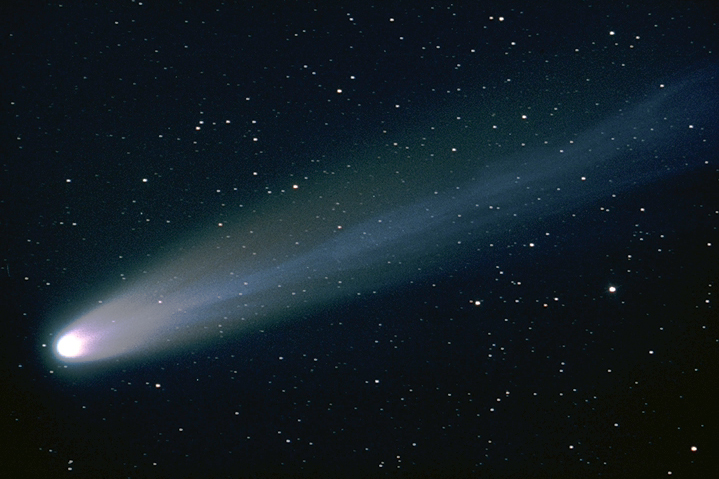
노이뮌스터 천문대에서 촬영한 혜성.
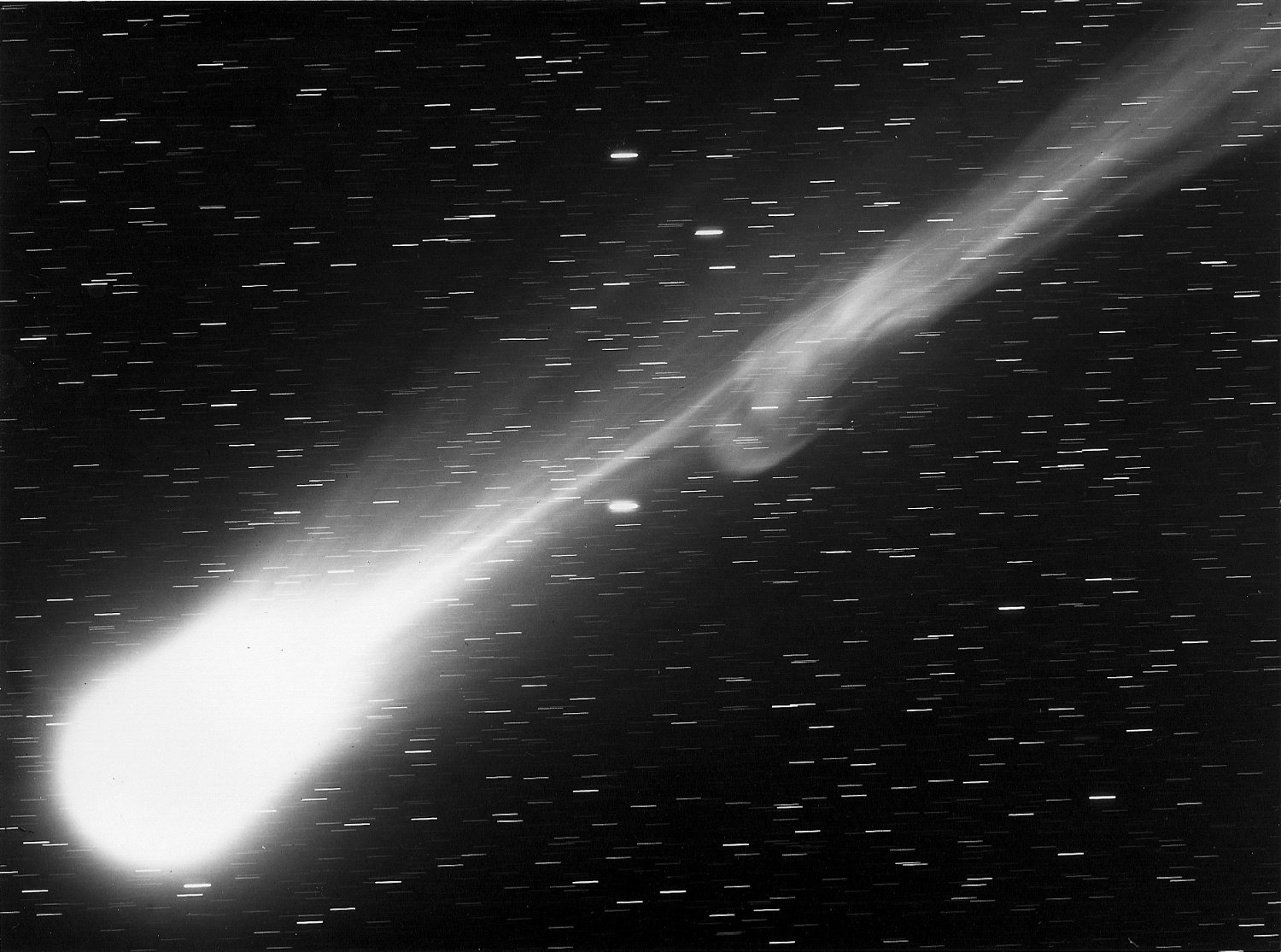
3월 25일에 촬영한 혜성 사진으로, 혜성 꼬리가 분열되는 모습이 담겨 있다.
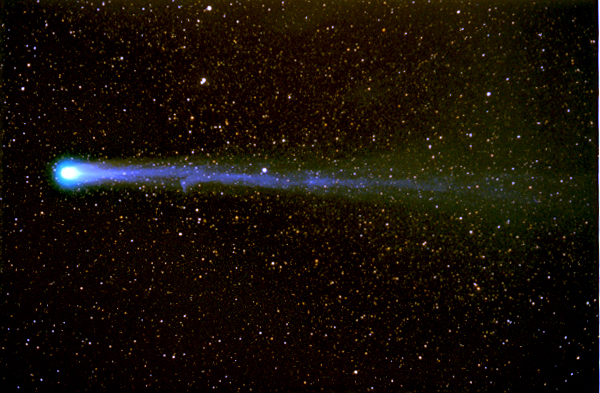
3월 25일에 촬영한 혜성 사진으로, 혜성 꼬리가 분열되는 모습이 담겨 있다.

## 같이 보기
- 헤일-밥 혜성
- 햐쿠타케 유지